# Contea di Guysborough
La contea di Guysborough è una contea della Nuova Scozia in Canada. Al 2006 contava una popolazione di 9.058 abitanti.